# Куньлуньские вулканы
Куньлуньские вулканы — группа из семидесяти пирокластических конусов, протянувшихся вдоль горной системы Куньлунь. Ответственны за самое свежее вулканическое извержение в истории Китая, а также фактически являются самым высоким вулканическим образованием в Азии. Но из-за того, что они не являются отдельной горой, а представляют собой группу конусов, пальму первенства отдали Демавенду. Высота крупнейшего из конусов составляет 5808 метров от уровня моря.
Большинство конусов находится в западной части системы, включая вулкан Аши-Сан, он же Ка-Эр-Даси.